# Garde d'assaut
Le Corps de sécurité et d'assaut (en espagnol : Cuerpo de Seguridad y Asalto), appelé couramment la Garde d'assaut (en espagnol : Guardia de Asalto), est un corps policier espagnol créé le 30 janvier 1932 par le gouvernement de la Seconde République espagnole. L'objectif était la création d'une force de police capable de maintenir l'ordre public et fidèle à la république. Il est dissous à la fin de la guerre d'Espagne.

## Histoire

### Précédents corps de police (avant 1931)
La police espagnole fut créée en 1824 par une cédule royale de Ferdinand VII. Après différents avatars et réorganisations fut fondé, en 1844, le « Corps de protection et de sécurité » (Cuerpo de Protección y Seguridad), corps civil de police, distinct de la Garde civile qui était d'essence militaire. En 1887 furent distingués deux services différents : le service de la Surveillance et celui de la Sécurité, dépendant tous les deux du ministère de l'Intérieur. 
Le 25 novembre 1930, un décret royal réorganisa la police. Elle était placée sous le commandement unique et direct du Directeur général de la Sécurité, dépendant toujours du ministère de l'Intérieur. La police se composait des deux Corps de Surveillance et de Sécurité, et avait un statut civil. Cependant, le corps de Sécurité avait une organisation militaire, et ses membres étaient soumis au Code de justice militaire. Ses fonctions comprenaient de faire respecter l'ordre public, la sécurité des personnes, la protection des propriétés et le respect des lois. La section de Gymnastique était plus spécifiquement affectée au maintien de l'ordre public.

### Réformes sous laSeconde République espagnole(1931-1932)
L'instabilité sociale se développa avec l'arrivée de la république. Une des raisons en était que la police ne bénéficiait pas de l'appui ni de la confiance des gouvernements républicains. Miguel Maura Gamazo, nommé ministre de l'Intérieur du gouvernement provisoire de la République s'attaqua à la tâche d'adapter l'ancien Corps de sécurité aux nouveaux besoins : une force capable de s'interposer dans les désordres qui gagnaient les rues, plus rapide et mieux armée, tandis que la Garde civile aurait la surveillance de la campagne. Ils furent dans ce but mieux équipés que la Garde civile.
La même année, le 17 mai 1931, fut réorganisé le Corps de sécurité, auquel furent affectées les Compagnies d'avant-garde, plus tard renommées Section des Gardes d'assaut, en prenant exemple sur la section de Gymnastique. Intégrée au Corps de sécurité, la Section des Gardes d'assaut constituait une force de choc capable d'agir dans les villes à l'occasion de fêtes, de défilés, de manifestations, de combats de rue, etc.

### Création et développement (1932-1936)
Finalement, le 9 février 1932, une partie du corps de Sécurité fut transformé en Gardes d'assaut, et le corps fut renommé Corps de sécurité et d'assaut. Sous la direction du directeur général de la Sécurité José Valdivia, membre du gouvernement de Manuel Azaña, le fondateur et premier chef des Gardes d'assaut fut Agustín Muñoz Grandes. Il obtint également le pouvoir de réorganiser les troupes régulières du Maroc, ayant ainsi la haute main sur le maintien de l'ordre public dans toutes les grandes villes espagnoles, dans la péninsule et au Maroc.
À partir de 1932, les effectifs des Corps de sécurité et d'assaut ne cessèrent de croître. Le 24 avril 1932, on comptait 3 896 gardes et caporaux, 302 sous-officiers et sergents, 177 lieutenants, 57 capitaines, 12 commandants, deux lieutenants-colonels et un colonel. En 1936, à la veille de la guerre civile leur nombre atteignait 17660 membres des Corps de sécurité et d'assaut : 16 667 gardes, 543 sous-officiers et 450 officiers. Les troupes étaient divisées en section de Sécurité (8 000 hommes) et section d'Assaut (8 700 hommes). Le corps comptait 50 compagnies, distribuées en 16 groupes (3 à Barcelone, 2 à Valence, etc.).
La première grande opération de la Garde d'assaut se déroula en janvier 1933. Elle intervint conjointement à la Garde civile dans la répression de la révolte anarchiste de Casas Viejas, près de Cadix, où plus de vingt habitants furent tués. La brutalité de la répression provoqua une grande émotion populaire, qui amena la chute du gouvernement de Manuel Azaña. De même, après l'assassinat de Calvo Sotelo, le 13 juillet 1936, qui fut utilisé comme prétexte au soulèvement militaire des 17 et 18 juillet, ils furent impliqués dans les combats de rue, notamment à Barcelone en 1937, afin de réprimer les grèves générales et protestations sociales.

### Durant la guerre d'Espagne (1936-1939)
Les troupes des Corps de sécurité et d'assaut restèrent cependant fidèles dans leur ensemble au gouvernement de la République, environ 70 % d'entre eux. C'est dans les villes de Saragosse, Oviedo et Valladolid qu'on compta le plus de défections à la République. De tous les corps policiers, les gardes d'assaut jouissaient néanmoins d'une image relativement meilleure auprès des populations civiles. C'est pourquoi un grand nombre des militaires restés fidèles au camp républicain en rejoignirent les rangs afin d'éviter la suspicion qui entourait les militaires, au point que Francisco Largo Caballero, chef du gouvernement, dut se résoudre à les en empêcher.
Les Corps furent peu à peu transformés, afin de correspondre aux nouvelles missions qui leur étaient assignées. La Garde civile, pour sa part, avait été transformée en « Garde nationale républicaine » (Guardia Nacional Republicana ). Le 27 décembre 1936, par décret, les Corps de sécurité et d'assaut y furent intégrés dans le nouveau « Corps de sécurité intérieure » (Cuerpo de Seguridad Interior).
Finalement, après la guerre, les gardes d'assaut furent supprimés et, par la loi du 15 mars 1940, intégrés aux « gris » (los grises), c'est-à-dire le « Corps de police armée et de circulation » (Cuerpo de Policía Armada y de Tráfico).

## Organisation

### Entre 1932 et 1936
Le Corps de sécurité et d'assaut était directement sous la direction du ministre de l'Intérieur. Il était organisé de façon militaire, et selon le même hiérarchie que dans l'armée, en :
- escouade, composée de sept hommes, dirigée par un caporal ;
- peloton, composé de trois escadres, dirigé par un sous-officier. Chaque peloton était également équipé d'une mitrailleuse Hotchkiss M1914, d'un camion de 25 places et de grenades fumigènes ;
- section, composée de deux pelotons, dirigée par un officier ;
- compagnie, composée de trois sections (soit environ 150 hommes), dirigée par un officier. Celles-ci étaient distribuées dans les principales villes espagnoles, où elles assuraient les responsabilités jusque-là dévolues à la garde civile.

Sa fonction était le maintien de l'ordre public et d'agir en cas de troubles. À la différence des autres corps de police, il n'était pas chargé de la poursuite des délinquants.

### Entre 1936 et 1939
Pendant la guerre d'Espagne, l'organisation du Corps de sécurité et d'assaut est profondément modifiée. Elle est divisée en deux branches, le Corps de sécurité (en espagnol : Cuerpo de Seguridad) et les Groupes d'assaut (en espagnol : Grupos de Asalto).
Les forces du Corps de sécurité sont partagées en 5 zones ou divisions :
- 1re zone (ou division) : regroupant les provinces de Barcelone, Huesca, Lérida et Tarragone, elle a son quartier général à Barcelone. Elle est placée sous le commandement du lieutenant-colonel Eduardo Cuevas de la Peña ;
- 2e zone (ou division) : regroupant les provinces de Madrid et Guadalajara, elle a son quartier général à Madrid. Elle est placée sous le commandement du lieutenant-colonel Francisco Hernandez Sanchez ;
- 3e zone (ou division) : regroupant les provinces de Castellón, Cuenca, Saragosse, Teruel et Valence, et elle a son quartier général à Valence. Elle est placée sous le commandement du colonel Armando Sanchez Sanchez ;
- 4e zone (ou division) : regroupant les provinces d'Albacete, Alicante, Almería, Grenade, Jaén et Murcie, et elle a son quartier général à Almería. Elle est placée sous le commandement du lieutenant-colonel Antonio Puig Petrolani ;
- 5e zone (ou division) : regroupant les provinces de Badajoz, Cáceres, Ciudad Real, Cordoue et Tolède, et elle a son quartier général à Ciudad Real. Elle est placée sous le commandement du lieutenant-colonel Fernando Monasterio Bustos.

Les groupes d'assaut sont également répartis en brigades d'assaut :
- 1re brigade d'assaut : elle regroupe les 1er, 2e et 3e groupes d'assaut. Elle a son quartier général à Barcelone et elle est placée sous le commandement du commandant Alejandro Sanchez Cabezudo ;
- 2e brigade d'assaut : elle regroupe les 4e, 21e et 32e groupes d'assaut. Elle a son quartier général à Barcelone et elle est placée sous le commandement du commandant Emilio Menendez Lopez ;
- 3e brigade d'assaut : elle regroupe les 33e, 34e et 35e groupes d'assaut. Elle a son quartier général à Barcelone et elle est placée sous le commandement du commandant Luis de Lera Teruel ;
- 4e brigade d'assaut : elle regroupe les 5e, 6e et 8e groupes d'assaut. Elle a son quartier général à Barcelone et elle est placée sous le commandement du commandant Rosendo Piñeiroa Plaza ;
- 5e brigade d'assaut : elle regroupe les 9e, 10e et 28e groupes d'assaut. Elle a son quartier général à Madrid et elle est placée sous le commandement du commandant Emilio Meiras Mendez ;
- 6e brigade d'assaut : elle regroupe les 27e, 38e et 39e groupes d'assaut ;
- 7e brigade d'assaut : elle regroupe les 7e, 22e et 31e groupes d'assaut. Elle a son quartier général à Valence et elle est placée sous le commandement du lieutenant-colonel Domingo Gonzalez Magan ;
- 8e brigade d'assaut : elle regroupe les 16e, 23e et 40e groupes d'assaut ;
- 9e brigade d'assaut : elle regroupe les 14e, 26e et 30e groupes d'assaut ;
- 10e brigade d'assaut : elle regroupe les 12e, 13e et 20e groupes d'assaut. Elle a son quartier général à Murcie et elle est placée sous le commandement du commandant Francisco Rufete Viñeglas ;
- 11e brigade d'assaut : elle regroupe les 17e, 18e et 19e groupes d'assaut ;
- 12e brigade d'assaut : elle regroupe les 15e, 25e et 29e groupes d'assaut ;
- 13e brigade d'assaut : elle regroupe les 11e, 24e et 37e groupes d'assaut.

Le 36e groupe d'assaut est affecté aux missions spéciales.

## Sources
- (es) Cet article est partiellement ou en totalité issu de l’article de Wikipédia en espagnol intitulé « Guardia de Asalto » (voir la liste des auteurs).